# 北朝鮮によるルーマニア人拉致
北朝鮮によるルーマニア人拉致（きたちょうせんによるルーマニアじんらち）は、ルーマニア国籍の一般市民が朝鮮民主主義人民共和国（北朝鮮）特殊機関の工作員などにより拉致・誘拐された事件および状態。深刻な人権侵害であり、ルーマニアに対する重大な主権侵害行為である。

## 目撃証言
ルーマニア人拉致被害者については、曽我ひとみの夫チャールズ・ジェンキンスの著書『告白』（2005年）の証言で広く知られるようになった。ジェンキンスによれば、ジェンキンスら4人のアメリカ投降兵は1972年まで小家屋での軟禁状態に置かれた。そのうちの1人、ジェームズ・ドレスノクの結婚相手がルーマニア人ドイナ・ブンベアであった。ドイナ・ブンベアはイタリア在住のルーマニア人で、1978年10月にローマで拉致されたとみられる。2人のあいだにはリカルド（1980年生）、ガブリエル（1984年生）の2人の息子がいた。ガブリエルは「ガビ」と呼ばれていた。ドイナ・ブンベアは1997年1月、北朝鮮で癌のため死去した。北朝鮮の土に埋葬されたくないというドイナの望みにより、遺体は火葬された。なお、ドレスノクはその後、1999年に北朝鮮人とトーゴ人の混血女性ダダと結婚した。
ルーマニア紙 "Evenimentul Zilei" は、ジェンキンスの著作をもとにドイナ・ブンベアの報道を展開し、彼女の家族を突き止めた。それによれば、彼女は、失踪前に両親に何度も電話をかけ、イタリア人から日本で美術展覧会を開かないかとのオファーを受けたことで興奮していたという。また、彼女の友人からは「ドイナが死亡した」との電話を受け取った。しかし、その3日後に「拉致されている」とのドイナ本人からの電話を受け取っている。ドイナの弟もまたガブリエルという名であり、失踪時、彼女は28歳、弟のガブリエルはまだ11歳であった。失踪の2年前の1976年、彼女は一時ルーマニアに帰国しており、弟と過ごしている。ドイナの家族が、イギリス制作のドキュメンタリー番組「休戦ラインを超えて（Crossing the Line）」を2006年末に視聴したところ、ドイナの息子のガブリエルが登場しており、彼女によく似ていたという。彼女は自分の愛した弟の名を息子にもつけたと思われる。

## 拉致の背景
金日成によって後継者に指名された金正日は、1976年の対南工作部門幹部会議において、工作員の現地化教育を図ること、そのために外国人を積極的に拉致するよう指令を出したといわれる。1977年、金正日は、北朝鮮の工作員たちに対し「マグジャビ」（手当たり次第）に外国人を誘拐するよう命じた。

## 現状と解決に向けた取り組み
2005年、ルーマニアのミハイ・ラズヴァン・ウングレアーヌ外相が北朝鮮政府に口頭で説明を求めたのに対し、返答がなかった旨を明らかにしている。また、2007年2月、カリン・ポペスク・タリチェアヌ首相が来日した際、安倍晋三首相とドイナ・ブンベアの件について話すなど、拉致問題に関心を高めていると思われる。ルーマニア政府は、北朝鮮に対し調査依頼をしており、外交レベルで拉致問題を取り上げているのは、日本、韓国、タイ王国以外ではルーマニアだけである（2006年段階）。北朝鮮は、かつて日本に対して言っていたのと同様「そういう人はいない」と答えているが、いずれ真相は明らかになっていくものと思われる。
2014年2月17日、国際連合人権理事会の決議を受けて設置された北朝鮮の人権に関する調査委員会は最終報告書を発表した。報告書は北朝鮮に対して、生存拉致被害者とその子どもを即時帰国させること、正確な情報を提供すること、もし亡くなっている場合はその遺骨を返還することなどを北朝鮮に要求した。これを受けて開かれた同年3月3日の国際拉致解決連合第3回総会では、「拉致の命令者は政権の最高権力者である金日成、金正日であると断定した」とする共同声明が出された。総会にはルーマニア人家族と米国人家族からのメッセージが届いた。
北朝鮮当局はルーマニア人拉致を未だ認めていない。外国人拉致は、相手国に対する主権侵害行為であり、したがって、国際法にのっとり、原状回復、犯人の相手国への引き渡し、公式な謝罪、被害者家族に対する補償を速やかに行なわなければならない。